# Congreso Nacional del Partido Comunista de China
El Congreso Nacional del Partido Comunista Chino (CNPCCh; chino :中国共产党全国代表大会; pinyin : Zhōngguó Gòngchǎndǎng Quánguó Dàibiǎo Dàhuì ; literalmente: Congreso de Representantes Nacionales del Partido Comunista Chino) es uno de los dos máximos órganos del Partido Comunista Chino (PCCh), junto al Comité Central. Tiene como funciones elegir al Comité Central y la Comisión Central de Inspección de la Disciplina, examinar los informes de estos órganos, reformar la Constitución del Partido y tomar las decisiones sobre las principales cuestiones. Se reúne ordinariamente cada cinco años. Desde 1987 el Congreso Nacional se realiza en los meses de octubre o noviembre y desde 1956 se reúne en el Gran Salón del Pueblo ubicado frente a la Plaza de Tiananmén en Pekín. En las últimas dos décadas, el Congreso Nacional del PCCh ha sido el lugar en que se formalizan los cambios de liderazgo, y por lo tanto ha ganado la atención de los medios internacionales. El régimen político de la República Popular China está basado en un «sistema de cooperación multipartidista y consulta política dirigida por el Partido Comunista», razón por la cual sus decisiones tienen impacto directo en el Estado y la sociedad chinas. 
Desde 1980, el PCCh ha intentado mantener una sucesión ordenada y evitar el culto a la personalidad, realizando cambios de consideración en el liderazgo en los congresos de número par y promoviendo a las personas en preparación para este cambio en los congresos de número impar. Por lo tanto, el Congreso del Partido es un momento de reorganización general del máximo liderazgo y el clímax de las negociaciones que involucran no solo a los principales líderes sino prácticamente a todas las posiciones políticas importantes en China. Debido a la estructura piramidal del partido y la existencia de edades obligatorias de jubilación, es probable que los cuadros que no son promovidos en un congreso enfrenten el final de sus carreras políticas.
Los delegados al Congreso se seleccionan en las organizaciones de base del Partido, en elecciones escalonadas en las que cada nivel del partido vota por los delegados al siguiente nivel superior. Para el Congreso Nacional, los delegados nacionales son elegidos por los congresos provinciales del PCCh o sus unidades equivalentes en un proceso de selección que es evaluado y supervisado por el Departamento de Organización del partido según lo indique el Comité Permanente del Politburó.

## Preparación
Las reglas del Partido establecen que antes del Congreso Nacional, el Politburó debe establecer un comité preparatorio, presidido generalmente por el secretario general del PCCh. Este comité supervisa la elección de los delegados al Congreso Nacional y prepara una lista de candidatos de entre los cuales el Congreso deberá elegir los miembros del Comité Central. Además, establece una comisión para redactar el informe del secretario general del PCCh ante el Congreso y proponer las eventuales enmiendas a la Constitución del PCCh.

## Historia

### Antes de la fundación de la República Popular China
El I Congreso del Partido se llevó a cabo en Shanghái en 1921 con 13 delegados que representaban a unos 50 miembros. El II Congreso del Partido se realizó en 1922, en el que 12 delegados representaron a 195 miembros; decidió establecer el socialismo y el comunismo como programa máximo y adoptó el primer estatuto del Partido. Los congresos III y IV se realizaron en 1923 y `1925, respectivamente. El V Congreso se realizó en 1927, con la participación de 80 delegados representando a 57.967 miembros. Ese año se inició la guerra civil con el Kuomintang y no se pudieron realizar más congresos del partido en China. El VI Congreso se realizó en Moscú en 1928, con una representación de 130 mil afiliados.
La guerra civil y la invasión japonesa impidieron la posibilidad de reunir el Congreso hasta la finalización de la Segunda Guerra Mundial en 1945. Ese año se realizó el VII Congreso en Yan'an y para entonces el Partido había casi multiplicado por diez sus miembros, registrando 1,2 millones de afiliados. Reconoció a Mao Zedong como líder del Partido y declaró que el pensamiento de Mao Zedong debía ser tomado como principio rector junto con el marxismo-leninismo.

### Después de la fundación de la República Popular China
En 1949 se fundó la República Popular China pero recién en 1956 el Partido Comunista volvió a reunir su Congreso. Ese año se realizó el VIII Congreso, con 1026 delegados que representaron a 10.730.000 afiliados. Estableció las pautas para el trabajo del Partido en la nueva China. Numerosas delegaciones de partidos comunistas y obreros extranjeros participaron en este congreso. La delegación del Partido Comunista de la Unión Soviética (PCUS) estuvo encabezada por Anastás Mikoyán, mientras que Walter Ulbricht representó al Partido Socialista Unificado de Alemania de la República Democrática Alemana.
Debieron pasar trece años hasta reunir el IX Congreso, entre el 1 y el 24 de abril de 1969, el primero que se realizó en el Gran Salón del Pueblo. Participaron 1512 delegados, entre ellos los representantes de la Guardia Roja. El Congreso declaró formalmente terminada la Revolución Cultural y abolió el Secretariado Central y la Comisión Central de Control (predecesora de la Comisión Central para la Inspección de la Disciplina). Mao fue elegido como presidente del Partido y Lin Biao como su adjunto.
El X Congreso se reunió en 1973 y en él predominó la línea "ultraizquierdista" establecida por la Revolución Cultural. Participaron 1249 delegados en representación de 28 millones de miembros. “Los delegados de miembros del partido de las filas obreras, campesinas y militares constituían el 67 por ciento del total de delegados y las mujeres más del 20 por ciento”. El primer ministro Zhou Enlai, que se había mantenido equidistante entre las facciones, aceptando la Revolución Cultural pero sin impulsarla, consiguió reintroducir a su protegido Deng Xiaoping en la cúpula del Partido. En 1971 las Naciones Unidas habían reconocido a la República Popular China como miembro, excluyendo a Taiwán.
El XI Congreso se realizó en 1977. Participaron 1510 delegados en representación de más de 35 millones de miembros. “De los delegados, el 72,4 por ciento eran obreros, campesinos, soldados y otros trabajadores, el 6,7 por ciento eran intelectuales revolucionarios, el 20,9 por ciento eran cuadros revolucionarios. El 19 por ciento eran mujeres miembros del partido, el 9,3 por ciento eran miembros del partido de minorías nacionales y el 73,8 por ciento eran jóvenes y de mediana edad". Fue el primer congreso del Partido después de la muerte de Mao Zedong en 1976 y ese mismo año murió también Zhou Enlai, su brazo derecho y sucesor. El Congreso evidenció la pérdida de influencia de la Banda de los Cuatro al ser elegido Hua Guofeng como nuevo líder del Partido y presidente del Comité Central, a la vez que confirmaba a Deng Xiaoping, quien resultaría vicepresidente del Comité Central. A partir de este momento los congresos partidarios se realizarían cada cinco años. 
El XII Congreso se realizó en 1982. 1545 delegados representaron a 39 millones de miembros. Se trató de un congreso histórico porque marcó el giro en la política económica y política inspirada por Deng Xiaoping.
El XIII Congreso se realizó en 1987. 1936 delegados representaron a 46 millones de miembros. Aparece la teoría del socialismo con características chinas. Zhao Ziyang resultó elegido como nuevo secretario general del Comité Central (fue removido en 1989 como consecuencia de protestas de la plaza de Tiananmén. Jiang Zemin fue elegido como su sucesor por los miembros del Comité Central.
El XIV Congreso se realizó en 1992. 1989 delegados representaron a más de 51 millones de miembros. Jiang Zemin fue reelegido como miembro del Comité Central, cuyos miembros lo confirmaron en el cargo de secretario general. El Congreso estableció como objetivo central establecer una ««economía socialista de mercado».
El XV Congreso fue realizado en 1997. 2048 delegados representaron a 58 millones de afiliados. Nuevamente Jiang Zemin fue reelegido como miembro del Comité Central, cuyos miembros lo confirmaron en el cargo de secretario general. Las ideas de Deng Xiaoping fueron declaradas como principio rector del Partido junto con el marxismo-leninismo y el pensamiento de Mao Zedong.
El XVI Congreso se realizó en 2002. 2120 delegados representaron a 66 millones de miembros del partido. Jiang Zemin ya no se postuló para el cargo de Secretario General del Comité Central y fue sucedido por Hu Jintao. Unos meses antes China había ingresado a la Organización Mundial de Comercio y el Congreso se propuso cuadruplicar el PBI 2020 (El PBI a precios actuales de China pasó de 1,47 billones de u$s en 2002 a 14,60 billones en 2020, diez veces la cantidad inicial). La triple representatividad desarrollada por Jiang Zemin, incorporando representantes de las empresas al Partido, fue declarada el principio rector del Partido, junto con el marxismo-leninismo, el pensamiento de Mao Zedong y la teoría de Deng Xiaoping.
El XVII Congreso se realizó en 2007. 2220 delegados representaron a más de 73 millones de afiliados. Hu Jintao fue reelegido como miembro del Comité Central, cuyos miembros lo confirmaron en el cargo de secretario general.
El XVIII Congreso se realizó en 2012, a partir de 8 de noviembre. Participaron 2300 delegados. El Congreso estableció un nuevo liderazgo al elegir al vicepresidente Xi Jinping para integrar el Comité Central, cuyos miembros a su vez lo eligieron secretario general en reemplazo de Hu Jintao.
El XIX Congreso se realizó del 18 al 24 de octubre de 2017. Participaron 2287 delegados representando a alrededor de 90 millones de miembros. Confirmaron el plan para convertir a la República Popular China en un "país socialista moderno" para 2049 siguiendo las líneas de las ideas de Xi Jinping.
El XX Congreso inició sus sesiones el 16 de octubre de 2022, con un cierre programado para el 22 de octubre. Participaron 2296 delegados elegidos en 38 unidades electorales y 83 delegados especialmente invitados, en representación de 95,14 millones de afiliados.